# خيرسون ريبيرو
خيرسون ريبيرو (بالهولندية: Jerson Anes Ribeiro)‏ (9 مارس 1988 بروتردام في هولندا - ) هو لاعب كرة قدم هولندي في مركز الوسط. شارك مع منتخب الرأس الأخضر لكرة القدم. أما مع النوادي، فقد لعب مع فاينورد ونادي إكسلسيور ونادي دوردريخت وإتار 1924 فيليكو ترنوفو ‏ وVV Capelle ‏ والمير سيتي وفورتونا سيتارد.

## وصلات خارجية
- خيرسون ريبيرو على موقع قاعدة بيانات كرة القدم.إي يو (الإنجليزية)
- خيرسون ريبيرو على موقع ناشيونال فوتبول تيمز (الإنجليزية)
- خيرسون ريبيرو على موقع Soccerway.com (الإنجليزية)